# Союз українських студентських організацій під Польщею
Союз українських студентських організацій під Польщею (СУСОП) — напівлеґальна централя українських студентських товариств у 5 університетських містах Польщі та 65 повітових секцій з бл. 2 500 членів (83% загального числа студентів-українців у Польщі), яка діяла у 1931—39.
Заснований з ініціативи Центрального Студентського Комітету (ЦСК, голова Р. Могильницький, пізніше Володимир Янів) на Конгресі у Львові (березень 1931), на якому обрано 16-членну Студентську Репрезентацію (вона виділила зі своїх членів Екзекутиву) та визначено напр'ямні діяльності з підкресленням культурно-освітньої праці для зміцнення національної свідомості народних мас. 1933 року СУСОП перебрав частину завдань Центрального Союзу Українського Студентства, а його журнал «Студентський Шлях» став офіціозом обох централь. Був під впливом націоналістичного руху, СУСОП сприяв кристалізації ідейного обличчя тодішньої молоді. Зазнав репресій польської влади: арешту (1934) 3-х перших голів та закриття журналу, який відновлено щойно 1938 під назвою «Студентський Вісник» У березні 1939 всі учасники VII Конгресу були заарештовані.
Голови СУСОП: В. Янів, Дмитро Штикало, Ростислав Волошин, Ярослав Масляк, Василь Рудко, М. Заяць, Ю. Боднарук, Омелян Лоґуш, Клавдій Білинський.